# André Lefèvre (anthropologue)
Pour les articles homonymes, voir André Lefèvre (homonymie) et Lefèvre.
André Lefèvre, né le 9 novembre 1834 à Provins (Seine-et-Marne) et mort le 16 novembre 1904 à Paris, est un anthropologue, historien, archiviste, paléographe, ethnolinguiste français et principal représentant du mouvement de la Libre-pensée scientifique, matérialiste et athée sous le Second Empire avec Louis Asseline et Auguste Coudereau.
Il est un des traducteurs de l'œuvre du philosophe Lucrèce.

## Biographie

### Le Second Empire
Né en 1834, André Lefèvre naît dans une famille bourgeoise et commence ses études à l'École des chartes. Il en sort à l'âge de vingt-trois ans et participe, avec Georges Clemenceau, Auguste Coudereau et Charles Letourneau, à l'agitation intellectuelle et littéraire des étudiants du Quartier latin (Paris). Opposant au Second Empire, il fonde avec ses amis athées et matérialistes le journal La Libre Pensée dont le premier numéro paraît le 21 octrobre 1866 et en devient l'un des principaux rédacteurs. En février 1867, le journal est fermé et, bien que aussitôt remplacé par le journal La Pensée Nouvelle, celui-ci sera à son tour fermé au bout de quelques numéros. Pendant la guerre de 1870, il rejoint Ligue des droits de Paris pour concilier le gouvernement Versaillais avec la Commune de Paris. 

### Sous la Troisième république
Durant les débuts de la Troisième république, il combat le gouvernement de l'Ordre Moral institué par le Maréchal de Mac-Mahon puis s'engage dans la cause de la révision du procès de Alfred Dreyfus au moment de l'Affaire. Il meurt de maladie en 1904. 

## Œuvres
- Les finances de la Champagne aux XIIIe et XIVe siècles, impr. de Firmin-Didot, Paris, 1859
- La flûte de Pan, éditions J. Hetzel, Paris 1861 (réédition éditions E. Dentu, Paris, 1863)
- La vallée du Nil: impressions et photographies, éditions L. Hachette, Paris, 1862 avec Henry Cammas (1813-1888)
- Voyage en Égypte..., éditions L. Hachette, Paris, 1863, avec Henry Cammas (1813-1888)
- La Lyre intime: poèmes et dédicaces, éditions J. Hetzel, Paris, 1864
- Les merveilles de l'architecture, éditions L. Hachette, Paris, 1865 (réédition L. Hachette, Paris, 1870)
- Les merveilles de l'architecture, éditions L. Hachette, Paris 1865 (rééditions 1867, 1870, 1874, 1880 et 1884, L. Hachette, Paris
- Les parcs et les jardins, L. Hachette, Paris, 1867 (rééditions 1871, 1882, L. Hachette, Paris)
- L'Épopée terrestre, éditions Marpon, Paris, 1868
- Napoléon Ier, éditions bureau de "l'Éclipse", Paris, 1872
- Le premier congrès international des orientalistes, 1873
- Les finances particulières de Napoléon III, Librairie des célébrités contemporaines, Paris, 1873
- Petite histoire de Napoléon Ier, Librairie du suffrage universel, Paris, 1875
- Religions et mythologies comparées, éditions E. Leroux, Paris, 1877
- Le vrai Napoléon Ier, éditions G. Decaux, Paris, 1877
- Études de linguistique et de philologie, éditions Leroux, Paris, 1877
- L'homme à travers les âges, éditions C. Reinwald, Paris, 1880
- La renaissance du matérialisme, éditions O. Doin, Paris, 1881
- Les Mythes et les dieux de la pluie, éditions E. Lechevalier, Paris, 1890
- L'Évolution religieuse: VIIIe conférence transformiste, impr. de A. Hennuyer, Paris, 1890
- Le Christianisme et la science: leçon professée à l'École d'anthropologie, Impr. de V. Goupy et Jourdan, Paris, 1890
- Du cri à la parole, éditions Alcan, Paris, 1891
- Expansion occidentale du dualisme mazdéen, impr. de V. Goupy et Jourdan, Paris, 1892
- Expansion et décadence de la Grèce antique, impr. de V. Goupy, Paris, 1893
- Les races et les langues, éditions F. Alcan, Paris, 1893
- Les origines helléniques, impr. de V. Goupy et Jourdan, Paris, 1893
- Causes morales de la décadence romaine, impr. de Vve V. Goupy, Paris, 1894
- Les Temps homériques: hommes et dieux, mœurs et croyances: Leçons professées à l'École d'anthropologie, éditions J. Maisonneuve, Paris, 1895
- Les Gaulois: origines et croyances, éditions Schleicher frères, Paris, 1900
- Contre-poison, Société d'éditions scientifiques et littéraires, Paris, 1900
- Germains et Slaves: origines et croyances, éditions Schleicher frères, Paris, 1903